# Wes McLeod
Wes McLeod (* 24. Oktober 1957 in Vancouver) ist ein ehemaliger kanadischer Fußballspieler.

## Karriere
McLeod spielte im Erwachsenenbereich für die kanadischen Klubs Coquitlam Blue Mountain und Vancouver Italia, bevor er 1977 einen Profivertrag in der North American Soccer League (NASL) bei den Tampa Bay Rowdies unterschrieb. Zweimal erreichte er mit Tampa Bay das Meisterschaftsfinale, den so genannten Soccer Bowl, unterlag allerdings in beiden Finals mit seiner Mannschaft. Bis zur Auflösung der NASL im Jahre 1984 hatte McLeod 188 Ligaspiele bestritten und dabei 34 Treffer erzielt, zu weiteren 23 Einsätzen (9 Tore) brachte er es in den Play-off-Runden.
Im Anschluss an die Auflösung der Liga wandte sich McLeod dem in Nordamerika populären Indoor Soccer zu, mit dem er bereits während seiner Zeit bei Tampa in Berührung kam. Zunächst spielte er für New York Cosmos in der Major Indoor Soccer League (MISL), nachdem das Team aber noch während der Saison wegen niedriger Zuschauerzahlen sich vom Spielbetrieb zurückgezogen hatte, schloss er sich den Dallas Sidekicks an, für die er bis zu seinem Karriereende 1992 aktiv war. 1987 gewann er mit Dallas den Meistertitel der MISL, 1989 wurde er in das All-Star Team berufen, während er 1990 die Auszeichnung als bester Abwehrspieler der Liga erhielt. In seiner Zeit bei Dallas absolvierte er im Ligabetrieb insgesamt 367 Spiele und erzielte dabei 84 Tore. Im Januar 2004, kurz vor der Auflösung der Sidekicks, wurde seine Rückennummer 8 gesperrt.
2005 erfolgte die Aufnahme in die Canada Soccer Hall of Fame, unter den anderen Neuaufnahmen dieses Jahres befand sich auch sein Onkel Norman McLeod.

### Nationalmannschaft
1975 debütierte McLeod 17-jährig für die kanadische Olympiaauswahl. Im folgenden Jahr gehörte er beim olympischen Fußballturnier zum kanadischen Aufgebot und kam bei den beiden Vorrundenniederlagen gegen die Sowjetunion und Nordkorea zum Einsatz. Zu seinem ersten Einsatz in einem offiziellen A-Länderspiel kam McLeod im Oktober 1976 im Rahmen der Qualifikation zur Weltmeisterschaft 1978 gegen Mexiko. In der Qualifikation zur Weltmeisterschaft 1982 gehörte der Verteidiger zur kanadischen Stammmannschaft und absolvierte sieben der neun Qualifikationsspiele, die Endrundenteilnahme verpasste das kanadische Team durch ein Unentschieden am letzten Spieltag gegen Kuba.
Zu den beiden letzten seiner 17 Länderspieleinsätze kam er 1985 während des President’s Cup in Südkorea.

## Erfolge
auf Vereinsebene:
- Finalist Soccer Bowl: 1978, 1979
- Meister der MISL: 1986/87

Individuell:
- MISL All-Star Team: 1989
- MISL Defender of the Year: 1990